# Max Domi
Max Domi, född 2 mars 1995, är en kanadensisk professionell ishockeyspelare som spelar för Toronto Maple Leafs i NHL. 
Han har tidigare spelat på NHL-nivå för Carolina Hurricanes, Columbus Blue Jackets, Montreal Canadiens och Arizona Coyotes och på lägre nivå för London Knights i Ontario Hockey League (OHL).

## NHL-karriär

### Arizona Coyotes
Domi draftades i första rundan i 2013 års draft av Phoenix Coyotes som tolfte spelare totalt. Han gjorde sitt första mål i NHL-karriären redan i sin debutmatch den 9 oktober 2015, mot Los Angeles Kings Jonathan Quick. Han gjorde också sin första assist i samma match. Domis första hattrick i NHL kom senare under säsongen, den 12 januari 2016, mot Edmonton Oilers. Under sitt första år i Arizona gjorde Domi totalt 52 poäng och blev därmed tvåa i den interna skytteligan, bakom backen Oliver Ekman Larsson.

### Montreal Canadiens
Den 15 juni 2018 blev han trejdad till Montreal Canadiens i utbyte mot Alex Galchenyuk och dagen efter skrev han på ett tvåårskontrakt med klubben värt 6,3 miljoner dollar. Domi stängdes av under försäsongen 2018 efter att ha utdelat ett slag mot Florida Panthers Aaron Ekblad, vilket resulterade i att Ekblad bröt näsan.

### Columbus Blue Jackets
Den 6 oktober 2020 trejdades Domi, tillsammans med ett draftval i tredjerundan i 2020 års NHL-draft, i utbyte mot forwarden Josh Anderson. Dagen efter, den 7 oktober, rapporterades att Domi skrivit på ett tvåårigt kontrakt med Columbus, värt 10,6 miljoner dollar.

## Privatliv
Han är son till den före detta ishockeyspelaren Tie Domi, som spelade fler än 1 000 matcher i NHL mellan 1989 och 2006 och är den spelare som tilldelats tredje flest utvisningsminuter genom NHL-historien. Far och son har spelat för samma franchise, dock under olika namn då Tie Domi spelade för Winnipeg Jets som 1996 kom att flyttas till Arizona och döpas om till Phoenix Coyotes, idag Arizona Coyotes. Under uppväxten hejade Domi på Toronto Maple Leafs då hans pappa spelat ett flertal säsonger för dem.
Domi har Typ 1-diabetes och reglerar sin blodsockernivå med hjälp av en insulinpump och injektioner. Han har publicerat en memoar, No Days Off, om sin väg till NHL och hur han hanterar sin diabetes. Efter att ha rådfrågat läkare valde Domi trots sin diabetesdiagnos att spela för Montreal i slutspelet 2020 under den rådande coronaviruspandemin.
Han lider också av celiaki.

## Statistik
| 2010–2011  | Don Mills Flyers Minor Midget AAA | GTMMHL     | 30  | 27  | 30  | 57  | —   | —  | —  | —  | —  | —  |
|            | St. Michael's Buzzers             | OJHL       | 2   | 1   | 1   | 2   | 0   | —  | —  | —  | —  | —  |
| 2011–2012  | London Knights                    | OHL        | 62  | 21  | 28  | 49  | 48  | 19 | 4  | 5  | 9  | 10 |
| 2012–2013  | London Knights                    | OHL        | 64  | 39  | 48  | 87  | 71  | 21 | 11 | 21 | 32 | 26 |
| 2013–2014  | London Knights                    | OHL        | 61  | 34  | 59  | 93  | 90  | 9  | 4  | 6  | 10 | 8  |
| 2014–2015  | London Knights                    | OHL        | 57  | 32  | 70  | 102 | 66  | 9  | 5  | 4  | 9  | 16 |
| 2015–2016  | Arizona Coyotes                   | NHL        | 81  | 18  | 34  | 52  | 72  | —  | —  | —  | —  | —  |
| 2016–2017  | Arizona Coyotes                   | NHL        | 59  | 9   | 29  | 38  | 40  | —  | —  | —  | —  | —  |
| 2017–2018  | Arizona Coyotes                   | NHL        | 82  | 9   | 36  | 45  | 73  | —  | —  | —  | —  | —  |
| 2018–2019  | Montreal Canadiens                | NHL        | 82  | 28  | 44  | 72  | 80  | —  | —  | —  | —  | —  |
| 2019–20    | Montreal Canadiens                | NHL        | 71  | 17  | 27  | 44  | 35  | 10 | 0  | 3  | 3  | 8  |
| NHL totalt | NHL totalt                        | NHL totalt | 375 | 81  | 170 | 251 | 300 | 10 | 0  | 3  | 3  | 8  |
| OHL totalt | OHL totalt                        | OHL totalt | 244 | 126 | 205 | 331 | 275 | 58 | 24 | 36 | 60 | 60 |